# Rempnat

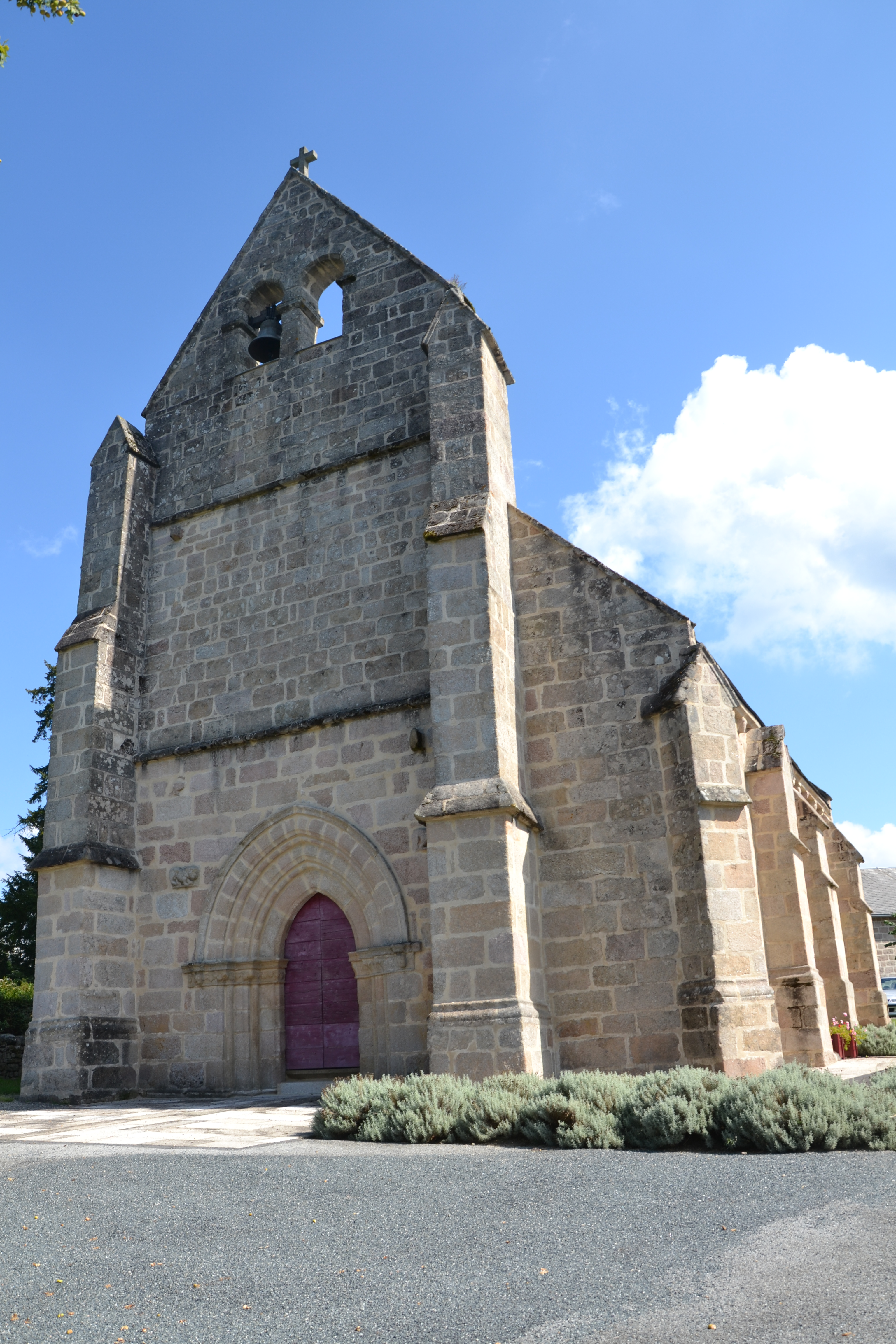
Zabytkowy Kościół św. Sebastiana (2011)

Rempnat – miejscowość i gmina we Francji, w regionie Nowa Akwitania, w departamencie Haute-Vienne.
Według danych na rok 1990 gminę zamieszkiwało 185 osób, a gęstość zaludnienia wynosiła 9 osób/km² (wśród 747 gmin Limousin Rempnat plasuje się na 444. miejscu pod względem liczby ludności, natomiast pod względem powierzchni na miejscu 326.).

## Populacja

Populacja Rempnat w latach 1962–2008